# الرباط المائل المأبضي
إن "" الرباط المأبضي المائل "" ("" الرباط الخلفي "") عبارة عن شريط ليفي عريض ومسطح على الجزء الخلفي الركبة.

## الهيكل
ينشأ الرباط المأبضي المائل من  الحديبة المقربة من الجانب الإنسي من عظم الفخذ. وهو مرتبط أيضًا بالهامش العلوي الحفرة الخلفية بين اللقمتين والسطح الخلفي لـ عظم الفخذ بالقرب من الحواف المفصلية لـ  اللقمة. يعبر الحفرة المأبضية من الإنسي إلى الجانبي. مرفق أدناه بالهامش الخلفي لرأس الساق.
إنها واحدة من خمس عمليات إدخال في العضلة شبه الغشائية.
يشكل الرباط المأبضي المائل جزءًا من أرضية الحفرة المأبضية ، ويستند عليها الشريان المأبضي. وهي مكونة من  fasciculi مفصولة عن بعضها بفتحات لمرور الأوعية والأعصاب.
يتم ثقبه عن طريق التقسيم الخلفي العصب السدادي ، وكذلك العصب الجيني الأوسط ، و الشريان الجيني الأوسط ، والوريد الجيني الأوسط.

## الوظيفة
يقلل الرباط المأبضي المائل من الدوران حول مفصل الركبة. عندما تكون الركبة في حالة امتداد كامل ، فإنها تمنع تشوه أروح.  يقلل الدوران الخارجي لـ الساق ، والدوران الداخلي لـ عظم الفخذ.

## الأهمية السريرية
قد يتضرر الرباط المأبضي المائل ، مما يؤدي إلى تشوه أروح.  الإصلاح الجراحي للرباط غالبًا ما يؤدي إلى نتائج أفضل من الإدارة المحافظة.
قد يتم قطع الرباط المأبضي المائل أثناء  تنظير المفصل جراحة إصلاح الغضروف المفصلي. 

## صور إضافية

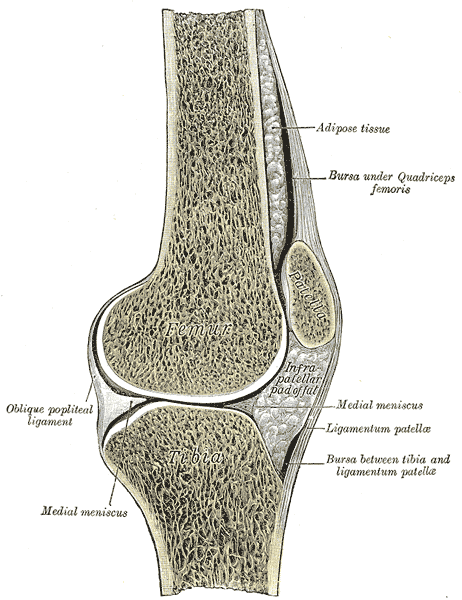
مقطع سهمي من مفصل الركبة الأيمن.

## روابط خارجية
- Oblique_popliteal_ligament  Oblique_popliteal_ligament على برنامج طب العظام التابع لنظام الصحة بجامعة ديوك [الإنجليزية]‏.
- درسٌ تشريحي حول lljoints.htm  lljoints مُعدٌ بواسطة ويسلي نورمان (جامعة جورجتاون). (postkneejointsuperfic.jpg  postkneejointsuperfic)
- 17 / 02  04  00.htm صور تشريحية: 17 : 02 - 04  00 في مركز داونستيت الطبي التابع لجامعة نيويورك - "المفاصل الرئيسية للطرف السفلي: مفصل الركبة"